# باشگاه والیبال نوین کشاورز تهران
 باشگاه والیبال نوین کشاورز تهران یک باشگاه والیبال ایرانی است که در سال ۱۳۹۰ توسط بانک کشاورزی در تهران تأسیس شد.